# دلفین ساعت‌شنی
دلفین ساعت شنی به آب‌بازی کوچک، عضو خانواده دلفین‌های اقیانوسی گفته می‌شود که در آب‌های سرد و خنک جنوبگان زندگی می‌کند.

## توصیف ظاهری

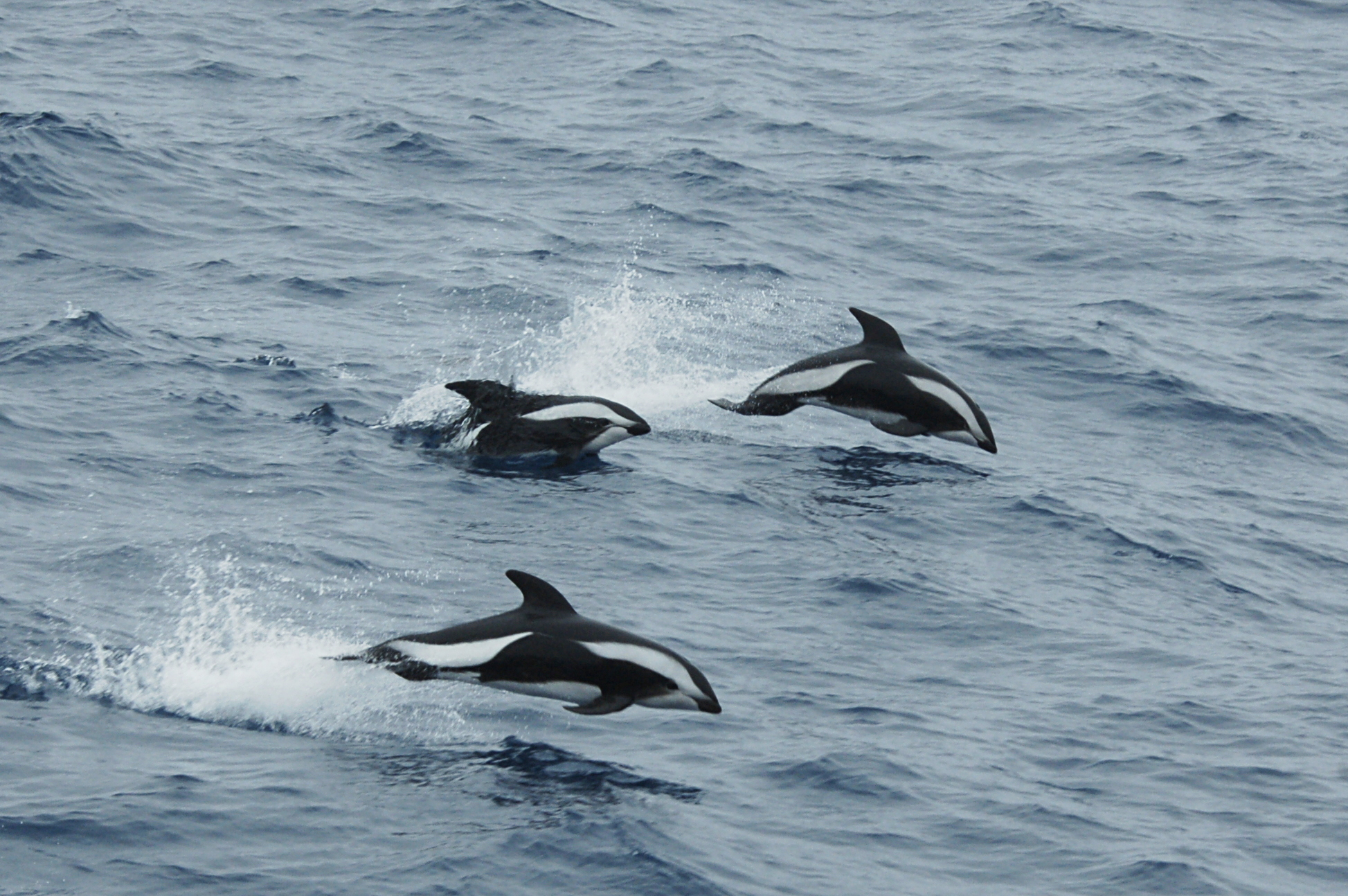
عکسی از این دلفین

دلفین ساعت شنی دارای الگوی رنگ‌آمیزی سیاه و سفید روی بدن خود است و به همین دلیل از سوی شکارچیان نهنگ با نام «گاو دریا» خوانده می‌شد. بر روی پهلوهای این دلفین بخش‌های سفید رنگی وجود دارند که به دلیل شکل ویژه خود همانند ساعت شنی به نظر می‌آیند. یکی از بخش‌ها از سر آغاز می‌شود، چشم را در بر می‌گیرد و تا میانه بدن زیر باله پشتی ادامه پیدا می‌کند. این بخش توسط خط سفید باریکی به بخش سفید عقبی بدن متصل می‌شود. واژه لاتین cruciger به معنای «حمل کننده صلیب» است. این به تصویر این دلفین، هنگامی که از بالا نگریسته می‌شود، اشاره می‌کند که به شکل صلیب مسیحیت می‌ماند.
این دلفین در گستره زندگی خود به سادگی تشخیص‌پذیر است. تنها دلفین صاف جنوبی دارای جثه‌ای مقایسه‌پذیر با این دلفین است و در مناطق مشابهی یافت می‌شود. از آنجا که دلفین صاف جنوبی باله پشتی ندارد، این دو به سادگی از هم متمایز می‌شوند. باله پشتی در دلفین ساعت شنی میان نمونه‌های مختلف فرق می‌کند. این باله اغلب بلند و انحنادار است. این انحنا در میان دلفین‌های پیرتر بیشتر می‌شود.
طول دلفین‌های بالغ ساعت شنی به ۱٫۸ متر و وزنشان به ۱۲۰-۹۰ کیلوگرم می‌رسد. گمان بر این می‌رود که نرها اندکی از ماده‌ها کم‌وزن تر و کوچک‌جثه تر باشند. با آنکه این دلفین به صورت سنتی در سرده پهلوسفیدها گذاشته می‌شود، بررسی‌های ژنتیکی تازه نشان می‌دهند که در اصل دلفین ساعت شنی به سرده سیاه‌سفیدها نزدیک‌تر است.

## گستره و جمعیت
دلفین ساعت شنی در محدوده قطب جنوب تا عرض جغرافیایی °۴۵ جنوبی زندگی می‌کند. بالاترین عرض‌های جغرافیایی که دلفین‌های ساعت شنی در آن‌ها دیده شده‌اند °۳۶ جنوبی در اقیانوس اطلس و °۳۳ جنوبی در والپرایزو در شیلی، اقیانوس آرام، بوده‌اند. بیشترین مکان‌های دیده شدن این دلفین جنوب نیوزیلند و نزدیکی جزایر شتلند جنوبی و پاتاگونیا، آرژانتین، بوده‌اند.

## رفتار
دلفین‌های ساعت شنی در گروه‌هایی با ۵ تا ۱۰ عضو زندگی می‌کنند.
آن‌ها به همراه نهنگ سئی و نهنگ خلبان و نهنگ پوزه‌بطری و نهنگ نیزه‌ای و دلفین صاف جنوبی از منابع غذایی مشترکی تغذیه می‌کنند. آن‌ها اغلب به همراه نهنگ‌های تیغ‌باله دیده می‌شوند. شکارچیان نهنگ که به شکار این آبزیان بسیار بزرگتر از دلفین‌های ساعت شنی می‌پرداختند، از این جانوران به عنوان ابزاری برای شناسایی مکان نهنگ‌های تیغ‌باله استفاده می‌کردند. دلفین‌های ساعت شنی علاقه بسیار زیادی به بازی و پرش بر موج‌های تولید شده توسط کشتی‌ها دارند.
بررسی بر روی محتویات معده چندین دلفین ساعت شنی به دام افتاده نشان می‌دهند که تعداد زیادی از گونه‌های ماهی و ماهی مرکب رژیم غذایی این جانور را تشکیل می‌دهند.